# Usoda
Usoda je ime za razumevanje dogodkov, ki naj bi jih vnaprej in brez človeškega vpliva določale božje sile ali naključja, ne pa človekova svobodna volja.  

## Izrazi
V latinščini fatum, fors, fortuna (arhaično slovensko sreča, prim. »sreča kriva« 'nesrečna usoda' pri Prešernu), v srbščini in hrvaščini ùsud in  sȕdbina, turško kismet. Usoda se človeku razkriva skozi znamenja (omen) in prerokbe (orakelj).

### Slovenske fraze z usodo
- Usoda ji ni dala, namenila sreče.
- Usoda ga preganja, tepe.
- Upirati se usodi.
- Igra usode.
- Biti orodje usode.
- Nedoumljiva pota usode.
- Objokovati, preklinjati usodo.
- Vdati se v usodo.
- Sprijazniti se z usodo.
- Doletela ga je boljša usoda.
- Usoda je hotela.
- Usoda se je poigrala z njim.
- Izzivati usodo.
- Biti odgovoren za usodo.
- Krojiti komu usodo.
- Prepustiti koga usodi.
- Vzeti svojo usodo v roke.

## Usoda infilozofija
Usodno je, na kar ne moremo vplivati. Usoda je racionalna, vendar tistemu, ki ga zadeva, skrita. Pojem usode je imel ključno vlogo v stoicizmu. Stoiki so verjeli, da je substanca sveta pasivna materija, ki jo oživlja bog, zakon, usoda in ji ni mogoče ubežati, zato naj bi modri ljudje sprejeli usodo, ne pa se ji upirali ali jo skušali spremeniti. V filozofiji je z usodo povezan tudi latinski pojem fatum, tj. prepričanje, da so dogodki in človekovo delovanje odvisni od absolutnega vzroka. Popolna vdanost v usodo je fatalizem, podobnega značaja je determinizem, ki človeku odreka svobodno voljo in možnost vpliva na potek dogodkov. Tako naziranje odklanjata tako krščanstvo kot islam. 

## Usoda inliteratura
V antičnih mitih junaki zaman skušajo spremeniti svojo usodo.  V grških tragedijah usoda dokaže svojo moč, ko se uresniči kljub prizadevanju junakov za nasprotno (npr. Kralj Ojdip), v Homerjevih epih Iliadi in  Odiseji pa je usoda sila, ki lahko kontrolira celo bogove. Verdi je napisal opero z naslovom Moč usode, motiv usode je tudi v naslednjih delih: William Shakespeare, tragedija Macbeth, Thomas Hardy, roman Čista ženska, Samuel Beckett, drama  Konec igre,  Thornton Wilder, roman Most svetega kralja Ludovika, Hermann Hesse, romana Siddharta in Igra steklenih biserov.

### Usoda v slovenski književnosti
- Pavlina Pajk. Slučaji usode. (COBISS)
- Aleksij Pregarc. Zavratna usoda. (COBISS)
- Dim Zupan. Zgodba nekega Hektorja. Hektor in ribja usoda. (COBISS)
- France Filipič. Svetloba je tvoja usoda. (COBISS)
- Franja Gerdej. Njena zgodba - naključje ali usoda. (COBISS)
- Naja Videmšek. Anina usoda. (COBISS)
- Sonja Koranter. Vodnarjeva usoda. (COBISS)

### Sorodni literarni termini
- usodna zmota
- usodnostna drama
- usodnostna povest
- usodna ženska (femme fatale)

## Usoda vmitologijiinreligiji
V indijskih Vedah je predstava človeškega življenja kot izvlečena nit, ki jo spletejo ženske boginje usode Urth, Verthandl in Skuld (Usoda, Bitje in Nujnost oz. sedanjost, preteklost in prihodnost). Njihova naloga je presti niti, ki določajo usodo novorojenčka.  V Slovanski mitologiji je usoda povezana s časom smrti in načinom umiranja. Usodo naj bi določale sojenice (tudi rojenice, jesenice, rožanice). To so tri vile, ki ob otrokovem rojstvu odločajo o sreči in nesreči v življenju, premoženjskem stanju ter času in načinu smrti. Grška mitologija je usodo poosebila v tri stare ženice (mojre): prva sojenica Kloto naj bi nasnula niti življenja, Lahezis naj bi jih predla, Atropa pa ob smrti prerezala. Prerokbe so razkrivale usodo. V Apolonovem templju Delfi je prerokovala svečenica Pitija. V monoteizmu je usoda enačena s predestinacijo.

### Hinduizem
Hindujci verjamejo, da so določene stvari v življenju, npr. družbeni položaj, zdravje, število otrok, partner, smrt itd. določeni pred rojstvom bodisi z usodo bodisi z našim predhodnim obnašanjem. Divam, kar je prvotno pomenilo 'od bogov', 'božansko', danes pomeni 'tisto, kar so določile nadnaravne sile'. Južnoindijski Tamilci verjamejo, da je usoda zapisana na čelu in da jo lahko preberejo le najbolj vešči bralci usode. Hindujci verjamejo v karmo, ki pojasnjuje dogodke kot posledice dejanj iz tega ali prejšnjega človekovega življenja. 

### Islam
Arabski pojem usode maniya izhaja iz poezije in pomeni 'šteti, odmeriti, določiti'. Qadar pomeni ukaz oz. predestinacijo. Bog določi potek človekovega življenja. V Koranu naj bi bile zapisane aktivnosti za vse ljudi in živali, tudi čas njihove smrti. 

### Krščanstvo
V krščanstvu ustreza usodi pojem božja previdnost 'božja predvidljivost', vendar ne v smislu vnaprej določenega poteka življenja, saj imajo bitja svobodno voljo in se lahko odločijo, ali se bodo predala božji previdnosti ali se ji bodo zoperstavila (npr. z neskesanim grehom). 

## Usoda, naključje in vzročno-posledična določenost dejanj
Naključje označuje motiviranost dejanj, nasprotno principu usode. Naključje označuje sovpad nepričakovanih, med seboj vzročno nepovezanih dogodkov. Usoda ne pozna naključij, saj se vsa dejanja zgodijo z namenom. Med usojenostjo in naključnostjo dejanj so vzročno-posledično določena dejanja: dejanje je posledica nekega predhodnega dejanja in je vzrok naslednjim dejanjem.